# Skoki do wody na Igrzyskach Ameryki Południowej 2018
Skoki do wody na Igrzyskach Ameryki Południowej 2018 odbywały się w dniach 5–8 czerwca 2018 roku w Centro Acuático G.A.M.C. w Cochabamba w siedmiu konkurencjach.

## Podsumowanie

### Klasyfikacja medalowa
| Klasyfikacja medalowa | Klasyfikacja medalowa | Klasyfikacja medalowa | Klasyfikacja medalowa | Klasyfikacja medalowa | Klasyfikacja medalowa |
| --------------------- | --------------------- | --------------------- | --------------------- | --------------------- | --------------------- |
| Miejsce               | Reprezentacja         | Złoto                 | Srebro                | Brąz                  | Razem                 |
| 1                     | Kolumbia              | 6                     | 1                     | 3                     | 10                    |
| 2                     | Brazylia              | 1                     | 1                     | 1                     | 3                     |
| 3                     | Wenezuela             | 0                     | 4                     | 1                     | 5                     |
| 4                     | Chile                 | 0                     | 1                     | 0                     | 1                     |
| 5                     | Ekwador               | 0                     | 0                     | 1                     | 1                     |
| =                     | Peru                  | 0                     | 0                     | 1                     | 1                     |

### Medaliści
| Konkurencja                   | 1. miejsce                                   | 2. miejsce                                     | 3. miejsce                                        |           |
| Mężczyźni                     | Mężczyźni                                    | Mężczyźni                                      | Mężczyźni                                         | Mężczyźni |
| ----------------------------- | -------------------------------------------- | ---------------------------------------------- | ------------------------------------------------- | --------- |
| Trampolina 3 m indywidualnie  | Alejandro Arias                              | Luis Felipe Uribe                              | Óscar Ariza                                       |           |
| Wieża 10 m indywidualnie      | Sebastián Villa                              | Isaac Souza Filho                              | Víctor Ortega                                     |           |
| Trampolina 3 m synchronicznie | Kolumbia · Alejandro Arias · Sebastián Villa | Chile · Diego Carquín · Donato Neglia          | Peru · Adrián Infante · Daniel Pinto              |           |
| Kobiety                       |                                              |                                                |                                                   |           |
| Trampolina 3 m indywidualnie  | Diana Pineda                                 | María Betancourt                               | Viviana Uribe                                     |           |
| Wieża 10 m indywidualnie      | Ingrid de Oliveira                           | María Betancourt                               | Carolina Murillo                                  |           |
| Trampolina 3 m synchronicznie | Kolumbia · Diana Pineda · Viviana Uribe      | Wenezuela · Lisette Ramírez · María Betancourt | Ekwador · Madeleine Rivadeneira · Rommy Santillán |           |
| Wieża 10 m synchronicznie     | Kolumbia · Carolina Murillo · Viviana Uribe  | Wenezuela · Lisette Ramírez · María Betancourt | Brazylia · Giovanna Pedroso · Ingrid de Oliveira  |           |